# Burg Grafenweiden
Die Burg Grafenweiden ist die Ruine einer Niederungsburg im Park des Schloss Niederweiden in Engelhartstetten im Marchfeld im Bezirk Gänserndorf (Niederösterreich).

## Lage
Die Burg wurde errichtet, um einerseits die Furt über die March und andererseits die Bernsteinstraße zu überwachen. Zugleich war sie gegen die ständigen Bedrohungen aus dem Osten, wie auch viele andere Burgen in Ostösterreich, gedacht.

## Geschichte
Die Burg wurde als Fluchtburg erbaut und 1337 erstmals urkundlich erwähnt. Sie spielte wahrscheinlich auch eine Rolle in der Schlacht von Dürnkrut, aus der Rudolph von Habsburg als Sieger hervorging. 
1412 wurde die Burg an die Pottendorfer und 1433 an die Kuenringer als Lehen gegeben. Der nächste Burgherr war Lienhart Arberger, der gemeinsam mit Pankratz von Halicz die Umgebung plünderte, bis Graf Ullrich von Cilli diesen Raubzügen ein Ende machte. Die Burg aber begann zu verfallen und wurde als Öde Veste bezeichnet. 1637 ging das ganze Areal an Hans Ulrich Graf Concin von Penne, der es an Ernst Rüdiger von Starhemberg verkaufte. 
Starhemberg ließ dann von Johann Bernhard Fischer von Erlach das bekannte Schloss Niederweiden bauen.

## Anlage
Die Burg hatte eine Wallanlage, von der heute nur mehr Reste sichtbar sind, von 750 mal 400 Meter. Sie war mit einem doppelten Wassergraben umgeben, wobei der innere bis zu zwanzig Meter breit war. Der äußere war nicht so breit, dafür um einiges tiefer. Der Burghügel in dem ebenen Gelände war zwanzig mal zwanzig Meter, auf dem ein turmähnliches Gebäude stand.